# François Simonet de Coulmier
François Simonet de Coulmier (Digione, 30 settembre 1741 – 4 giugno 1818) è stato un abate, psicoterapeuta e politico francese, direttore dell'ospizio di Charenton nei primi anni del XIX secolo.

## Biografia
In ambito clinico la sua importanza è collegata agli innovativi metodi di trattamento da lui implementati, miranti a permettere al paziente di esprimersi liberamente attraverso le forme artistiche a lui più consone, in contrasto con le credenze mediche in materie dell'epoca, basate sulle punizioni corporali e sulla limitazione della libertà di movimento. L'illuminata amministrazione di Charenton da parte di Coulmier gli costò l'aspra opposizione del mondo medico francese, che lo accusava di non essere un esperto in materia e di usare metodi privi di valore terapeutico effettivo. Coulmier utilizzava tuttavia anche trattamenti più tradizionali, come diete, purghe e salassi
Nel 1814, con la restaurazione della monarchia in Francia, Coulmier fu sostituito, probabilmente a causa dei suoi trascorsi rivoluzionari. Tuttavia, al di là dei suoi contributi innegabili nell'ambito medico, Coulmier è conosciuto essenzialmente per il rapporto di amicizia e stima instaurato con il Marchese de Sade, quando questi era ricoverato presso l'ospizio di Charenton. Coulmier permise alla moglie di De Sade di vivere nell'ospizio, accordando allo scrittore il permesso di produrre e rappresentare opere teatrali, i cui ruoli venivano ricoperti da pazienti dell'ospizio e da attori famosi dell'epoca, attirati dalla possibilità di cimentarsi con il celebre Marchese.